# Balakovo
Balakovo (Russisch: Балаково) is de op een na grootste stad van de Russische oblast Saratov en vormt daarbinnen het bestuurlijk centrum van het gemeentelijke district Saratovski. De stad ligt op de westelijke oever van de Wolga bij het Stuwmeer van Saratov op 161 kilometer ten noordoosten van Saratov en ongeveer 800 kilometer ten zuidoosten van Moskou. Bij de stad bevinden zich de waterkrachtcentrale Saratov, kerncentrale Balakovo en de luchthaven Balakovo.

## Geschiedenis
Nadat tsarina Catharina de Grote in een manifest op 14 december 1762 de oudgelovigen opgeroepen had om terug te keren naar Rusland, stichtten dezen verschillende plaatsen, waaronder ook de selo Balakovo. Mogelijk bestond de plaats Balakovo echter al 20 tot 40 jaar eerder. De plaats handelde vanwege haar geografische locatie als natuurlijke haven aan de rivier vooral in tarwe met de centrale gebieden van Rusland. Toen de rivierhandel in brood groeide, groeide het vrachtvervoer dat door de haven plaatsvond steeds verder, alsook het passagiersvervoer. Er werd toen een scheepswerf gebouwd voor het herstellen van schepen. In 1883 ontstonden de eerste fabrieken; een ijzersmelterij en een werktuigfabriek en een aantal jaar later ook een fabriek voor oliemotoren.
In 1913, nadat de grenzen van de plaats al een aantal keren waren verruimd en de bevolking en industrie behoorlijk waren gegroeid, kreeg Balakovo de status van stad. In die tijd had de plaats elektrische straatverlichting in de hoofdstraat en had zeven kerken, waaronder de grootste oudgelovigenkerk van Rusland. Deze kerk werd gebouwd tussen 1906 en 1912 door de gebroeders Maltsev, op basis van een ontwerp van architect Fjodor Sjechtel (bekend van onder andere het Moskouse kopstation Jaroslavski vokzal). De bevolking bestond toen nog vooral uit een grote groep arme lieden, die door de rijke adellijke elite werden ingezet voor het werk op hun landgoederen en in hun fabrieken. In die tijd werden veel prachtige huizen neergezet, die scherp afstaken tegen de houten bouwvallen van de lagere klassen. In de Sovjetperiode veranderde deze situatie, maar de plaats bleef een slapend stadje tot de komst van de stuwdam eind jaren 50.
In de jaren 60 werd een grote chemische industrie opgezet in Balakovo. De stad maakte tussen 1967 en 1970 een sterke groei door als gevolg van de bouw van de waterkrachtcentrale Saratov in de Wolga en de kerncentrale Balakovo tussen 1977 en 1993.
Op 22 december 1996, na een referendum, werd het gemeentelijk district Balakovski (Балаковское муниципальное образование) gevormd, waartoe de stad Balakovo en het voormalige district Balakovski (Балаковский район) behoren.

## Demografie
| 1926   | 1939   | 1959   | 1970    | 1979    | 1989    | 2002    | 2006    | 2010    |
| ------ | ------ | ------ | ------- | ------- | ------- | ------- | ------- | ------- |
| 13.000 | 23.000 | 36.000 | 103.000 | 151.500 | 197.391 | 200.470 | 199.200 | 200.000 |

## Bezienswaardigheden
De stad wordt soms "groot Venetië" genoemd vanwege het kanaal dat door de stad voert, waaraan verschillende 19e- en begin-20e-eeuwse gebouwen staan, zoals het landgoed van Pavel en Anisima Maltsov, het winkelhuis van Schmidt (1911), een brandtoren, het huis van Golovanov (1912, nu museum voor lokale geschiedenis), de huizen van Jakov en Ivan Mamin (1910), het landgoed van Stojkov-Jakimov (1902), een handelsschool (1910), een Heilige Drieënheidskerk en het huis van de bolsjewistische revolutionair Vasili Tsjapajev (nu museum).